# Botiz
Botiz (węg. Batiz) – wieś w Rumunii, w okręgu Satu Mare, w gminie Botiz. W 2011 roku liczyła 3622 mieszkańców. 